# Pablo Jauralde Pou
Pablo Jauralde Pou (Palencia, 1944), hispanista español y catedrático de Literatura Española de la Universidad Autónoma de Madrid.

## Biografía
Exalumno del Instituto Cervantes de Madrid. Obtuvo el doctorado en Filología Románica por la Universidad de Madrid. Ha sido profesor visitante en distintas universidades: Cambridge, Sorbona, Nápoles, Harvard, Toulouse, entre otras.
Ha investigado la literatura española del Siglo de Oro, métrica, bibliografía y poesía española actual. Es especialista en Quevedo y Cervantes. Desde 1980 dirige el Seminario de investigación Edobne en la Biblioteca Nacional de España, destinado a la catalogación de la poesía manuscrita de los siglos XVI-XVII, el cual cuenta ya con siete volúmenes.